# Arcadia (Ohio)
Arcadia és una població dels Estats Units a l'estat d'Ohio. Segons el cens del 2000 tenia 537 habitants.

## Demografia
Segons el cens del 2000, Arcadia tenia 537 habitants, 201 habitatges, i 137 famílies. La densitat de població era de 797,4 habitants/km².
Dels 201 habitatges en un 41,3% hi vivien nens de menys de 18 anys, en un 54,2% hi vivien parelles casades, en un 11,4% dones solteres, i en un 31,8% no eren unitats familiars. En el 28,9% dels habitatges hi vivien persones soles el 12,9% de les quals corresponia a persones de 65 anys o més que vivien soles. El nombre mitjà de persones vivint en cada habitatge era de 2,67 i el nombre mitjà de persones que vivien en cada família era de 3,3.
Per edats la població es repartia de la següent manera: un 32,2% tenia menys de 18 anys, un 6,7% entre 18 i 24, un 33% entre 25 i 44, un 17,7% de 45 a 60 i un 10,4% 65 anys o més.
L'edat mediana era de 33 anys. Per cada 100 dones de 18 o més anys hi havia 89,6 homes.
La renda mediana per habitatge era de 48.125 $ i la renda mediana per família de 51.538 $. Els homes tenien una renda mediana de 36.167 $ mentre que les dones 20.227 $. La renda per capita de la població era de 18.525 $. Aproximadament el 7,5% de les famílies i el 8,2% de la població estaven per davall del llindar de pobresa.

## Poblacions més properes
El següent diagrama mostra les poblacions més properes.